# Saturday Night Live Korea
Saturday Night Live Korea (hangul: 새터데이 나이트 라이브 코리아) también conocido como SNL Korea, es un programa de televisión humorístico de Corea del Sur. Es emitido por el canal de pago tvN como la adaptación local del programa estadounidense de NBC «Saturday Night Live».
Desde su comienzo, el 3 de diciembre de 2011, su duración se ha prolongado por seis temporadas, la más reciente, comenzó el 14 de febrero de 2015.

## Desarrollo
El programa fue anunciado el 24 de noviembre de 2011, en una conferencia de prensa ofrecida por tvN en Cheongdam-dong, donde se confirmó la fecha de estreno, que sería el 3 de diciembre de ese mismo año y también el reparto original de 17 miembros que eran Jang Jin, Ahn Young Mi, Lee Han-wi, Jung Woong-in, Kim Bin Woo, Jang Young-nam, Kim Won Hae, Lee Hae Young, Lee Chul Min, Lee Sang Hoon, Park Joon Seo, Kim Ji Young, Kim Ji Kyung, Min Seo Hyun, Han Seo Jin, Go Kyung Pyo y Kim Seul-gi. La primera temporada finalizó el 21 de enero de 2012.
La segunda temporada comenzó el 26 de mayo de 2012 y se extendió hasta el 14 de julio de ese mismo año, con una extensión de ocho episodios y un reparto formado por Jang Jin, Lee Han-wi, Kim Won Hae, Kang Sung Jin, Jang Young Nam, Jung Sung Ho, Kim Min Kyo, Lee Sang Hoon, Jung Myung Ok, Kang Yu Mi, Im Hye Young, Park Sang Woo, Ahn Young Mi, Kwon Hyeok Su, Go Kyung Pyo y Kim Seul Gie, tuvo invitados como Super Junior, Lena Park y Baek Ji Young. Desde el 8 de septiembre al 15 de noviembre de 2012, tuvo lugar la tercera temporada del espacio de humor, con una extensión de 17 episodios y un reparto conformado por Jang Jin, Shin Dong Yup, Kim Won Hae, Jung Sung Ho, Park Sang Woo, Kim Min Kyo, Jung Myung Ok, Lee Sang Hoon, Oh Cho Hee, Jang Yoon Seo, Son Bo Min, Seo Yu Ri, Han Seo Jin, Kwon Hyeok Su, Go Kyung Pyo y Kim Seul Gie.
La cuarta temporada comenzó el 2 de febrero y finalizó el 23 de noviembre de 2013, con una extensión de 38 episodios, más del el doble de la temporada anterior, tuvo invitados como Miyuki Nakajima, Fujita Sayuri, Miranda Kerr, Crayon Pop, Seungri, Tom Hiddleston y Jason Mraz, entre otros.
La quinta temporada tuvo lugar desde el 1 de marzo al 29 de noviembre de 2014, con 35 episodios emitidos, tuvo como invitados a Dohee de Tiny-G, Seo Eunkwang de BtoB, DJ Premier, Zico de Block B, entre otros.
La sexta temporada comenzó el 14 de febrero de 2015, con invitados como Tiger JK, Zhang Yuan y Rubber Soul.

## Temporadas
| Temporada | Episodios | Inicio de temporada     | Final de temporada      |
| --------- | --------- | ----------------------- | ----------------------- |
| 1         | 8         | 3 de diciembre de 2011  | 21 de enero de 2012     |
| 2         | 8         | 26 de mayo de 2012      | 14 de julio de 2012     |
| 3         | 17        | 8 de septiembre de 2012 | 29 de diciembre de 2012 |
| 4         | 38        | 23 de febrero de 2013   | 23 de noviembre de 2013 |
| 5         | 35        | 1 de marzo de 2014      | 29 de noviembre de 2014 |
| 6         | —         | 14 de febrero de 2015   | —                       |

## Duración
- 3 de diciembre de 2011 al 21 de enero de 2012: 22:30 ~ 00:00 (KST) 90 minutos.
- 26 de mayo de 2012 al 23 de noviembre de 2013: 23:00 ~ 00:10 (KST) 70 minutos.
- 1 de marzo de 2014 a la actualidad: 21:45 ~ 23:10 (KST) 85 minutos.

## Realización
La realización del espacio, corre a cargo por CJ E&M, en el multi estudio del CJ E&M Broadcasting Center, ubicado en el Digital Media City de Seúl, Corea del Sur.